# Saulius Skvernelis
Saulius Skvernelis (* 23. července 1970 Kaunas) je litevský politik, od roku 2016 poslanec parlamentu a předseda vlády.

## Životopis
Vystudoval Gediminovu technickou univerzitu ve Vilniusu. Od roku 1994 vyučoval na policejní akademii, roku 2005 získal titul magistra na právnické fakultě Univerzity Mykolase Romerise. Byl policejním důstojníkem, od roku 2011 zastával pozici generálního komisaře policie a roku 2014 ho premiér Algirdas Butkevičius jmenoval ministrem vnitra. V parlamentních volbách v říjnu 2016 kandidoval jako nestraník za středovou stranu Unie rolníků a zelených, která volby vyhrála a Skvernelis byl jmenován předsedou koaliční vlády. Jako své programové priority uvedl posilování euroatlantických vazeb, zmírnění dopadů brexitu na litevské občany pracující na britských ostrovech, efektivnější fungování státní správy, boj s korupcí, snižování daňové zátěže, podporu drobného podnikání a zkvalitnění vzdělávacího systému.
Je podruhé ženatý, má syna a dceru.